# Pomnik 7 Pułku Saperów Wielkopolskich w Poznaniu
Pomnik 7 Pułku Saperów Wielkopolskich (pot. pomnik saperów) – pomnik usytuowany na terenie dawnych koszar 7 Pułku Saperów Wielkopolskich przy ul. Rolnej na Wildzie w Poznaniu. Rozebrany w latach 70. XX wieku.

## Historia
Autorem projektu pomnika był podporucznik rezerwy inż. Rejk, natomiast kierownikiem budowy urzędnik wojskowy inż. Wojciech Burek.
Pomysł uczczenia saperów zrodził się już w 1921 roku, ale dopiero w następnym roku przystąpiono do budowy monumentu, wykonano wtedy fundament i ustawiono cokół, ale brak funduszy opóźnił zakończenie prac. Dopiero w 1923 roku zakończono prace przy pomniku. Odsłonięcia pomnika dokonano 10 czerwca 1923 roku. Dodatkowo Zjednoczenie Bractw Strzeleckich ufundowało sztandar dla pułku, który przekazał jego prezes Jan Łuczak. 
W ceremonii odsłonięcia pomnika uczestniczyli: kierownik Ministerstwa Spraw Wojskowych, generał dywizji Aleksander Osiński; inspektor armii, generał dywizji Leonard Skierski; dowódca Okręgu Korpusu Nr VII, generał dywizji Kazimierz Raszewski wraz ze swoim zastępcą, generałem brygady Edmundem Hauserem; szef Departamentu V Inżynierii i Saperów Ministerstwa Spraw Wojskowych, pułkownik Mieczysław Dąbkowski; szef Inżynierii i Saperów Okręgu Korpusu Nr VII, podpułkownik Mieczysław Laudowicz (wszyscy wraz ze swoimi sztabami) oraz wojewoda poznański hrabia Adolf Rafał Bniński i wiceprezydent miasta Poznania Mikołaj Kiedacz. Obecni byli także członkowie Bractwa Strzeleckiego i harcerze z 17 Drużyny Harcerskiej. Msza święta celebrowana była przez księdza kanonika Franciszka Rucińskiego.
Pomnik saperów został rozebrany w latach 70. XX wieku.

## Inskrypcja
Na tablicy umieszczonej na pomniku znajduje się wyryty napis:
KU WIECZNEJ PAMIĘCI PIERWSZYM BOHATEROM, 
poniżej, pośrodku napisu order Virtuti Militari i data 1918 - 1921
oraz sentencja:
„Z skał wystawione piramidy runą
I słowo imion w niepamięci zaśnie
I pokolenia w mogiłę się zsuną
A chwała czynu nigdy nie zagaśnie”,
na dole tablicy umieszczono napis:
7 PUŁK SAPERÓW WIELKOPOLSKICH
W CZERWCU 1923 ROKU